# Aloe calidophila
Aloe calidophila ist eine Pflanzenart der Gattung der Aloen in der Unterfamilie der Affodillgewächse (Asphodeloideae). Das Artepitheton thionanthum leitet sich vom lateinischen Wort calidus für ‚heiß‘ sowie dem griechischen Wort philos für ‚Freund‘ ab und verweist auf die von der Art bevorzugt besiedelten Gebiete.

## Beschreibung

### Vegetative Merkmale
Aloe calidophila wächst stammbildend, verzweigend und bildet kleine bis große dichte Gruppen. Ihre Triebe sind kurz oder bis zu 2 Meter lang und dann niederliegend mit aufsteigenden Spitzen. Die etwa 20 dreieckigen, tief rinnigen und stark zurückgebogenen Laubblätter sind an den Triebspitzen dicht gedrängt. Die trüb olivgrüne Blattspreite ist 80 Zentimeter lang und 16 Zentimeter breit. Die trübweißen, rötlich braun gespitzten Zähne am Blattrand sind 4 bis 5 Millimeter lang und stehen 20 bis 25 Millimeter voneinander entfernt. Der trockene Blattsaft ist tiefbraun.

### Blütenstände und Blüten
Der Blütenstand besteht aus etwa zwölf Zweigen und erreicht eine Länge von 1 bis 1,3 Meter. Die dichten, konisch-zylindrischen Trauben sind 10 bis 13 Zentimeter lang und 5 Zentimeter breit. Die eiförmig spitz zulaufenden Brakteen weisen eine Länge von 3 bis 4 Millimeter auf und sind 2 Millimeter breit. Die keulenförmigen, scharlachroten, zu ihrer Mündung orange werdenden Blüten stehen an 10 Millimeter langen Blütenstielen. Die Blüten sind 22 Millimeter lang und an ihrer Basis kurz verschmälert. Auf Höhe des Fruchtknotens weisen sie einen Durchmesser von 6 Millimeter auf. Darüber sind sie erweitert. Ihre äußeren Perigonblätter sind auf einer Länge von 11 Millimetern nicht miteinander verwachsen. Die Staubblätter und der Griffel ragen etwa 3 Millimeter aus der Blüte heraus.

### Genetik
Die Chromosomenzahl beträgt {\displaystyle 2n=14}.

## Systematik und Verbreitung
Aloe calidophila ist in Äthiopien und Kenia auf heißen trocknen Ebenen in Höhenlagen von 1280 bis 1460 Metern verbreitet.
Die Erstbeschreibung durch Gilbert Westacott Reynolds wurde 1954 veröffentlicht.

## Nachweise